# Cropia submarginalis
Cropia submarginalis är en fjärilsart som beskrevs av William Schaus 1911. Cropia submarginalis ingår i släktet Cropia och familjen nattflyn. Inga underarter finns listade i Catalogue of Life.